# ناسپرس
ناسپرس (انگلیسی: Naspers) شرکت تجارت الکترونیک در آفریقای جنوبی است، که در سال ۱۹۱۵ تأسیس شد.